# Kanton Nancy-Ouest
Der ehemalige französische Kanton Nancy-Ouest im Arrondissement Nancy im Département Meurthe-et-Moselle umfasste bis zu seiner Auflösung 2015 einen Teil der Stadt Nancy. Der Rest der Stadt war in die Kantone Nancy-Nord, Nancy-Est und Nancy-Sud unterteilt. Letzte Vertreterin im Generalrat des Départements war von 2011 bis 2015 Sophie Mayeux.

Kantone im Département Meurthe-et-Moselle